# لطفي عبد البديع
لطفي عبد البديع (1919 - 1998 م)، لغوي وكاتب مصري، عارف بأسرار اللغة العربية، وأستاذ جامعي. 

## سيرته
هو أول مصري يحصل على درجة الدكتوراه من الجامعة الإسبانية عام 1955م. عمل رئيسًا لقسم اللغة العربية وآدابها بكلية آداب عين شمس، وعُرف بأنه صاحب مشروع في الجمع بين الفلسفة واللغة وبين فلسفة اللغة والاستطيقا.

## آثاره

### مؤلفات
1. عبقرية العربية.
2. التركيب اللغوي للأدب.
3. الشعر واللغة.
4. ميتافيزيقا اللغة.
5. فلسفة المجاز بين البلاغة العربية والفكر الحديث.
6. قصر اللؤلؤ.
7. دون جوان.

### ترجمات
1. أنا وحماري، تأليف خوان رامون خمنيث.

### كتب عنه
1. تحرير المجاز هامش على جهود لطفي عبد البديع اللغوية، تأليف سعيد السريحي.